# تشاك يو كوك
تشاك يو كوك (بالصينية: 卓耀國) هو لاعب كرة قدم ومدرب كرة قدم صيني في مركز الهجوم، ولد في 29 مايو 1994 في هونغ كونغ في الصين. شارك مع منتخب هونغ كونغ تحت 20 سنة لكرة القدم ومنتخب هونغ كونغ تحت 23 سنة لكرة القدم. أما مع النوادي، فقد لعب مع Metro Gallery FC ‏.

## وصلات خارجية
- تشاك يو كوك على موقع قاعدة بيانات كرة القدم.إي يو (الإنجليزية)
- تشاك يو كوك على موقع Soccerway.com (الإنجليزية)